# Baldassare Cenci (Kardinal, 1647)

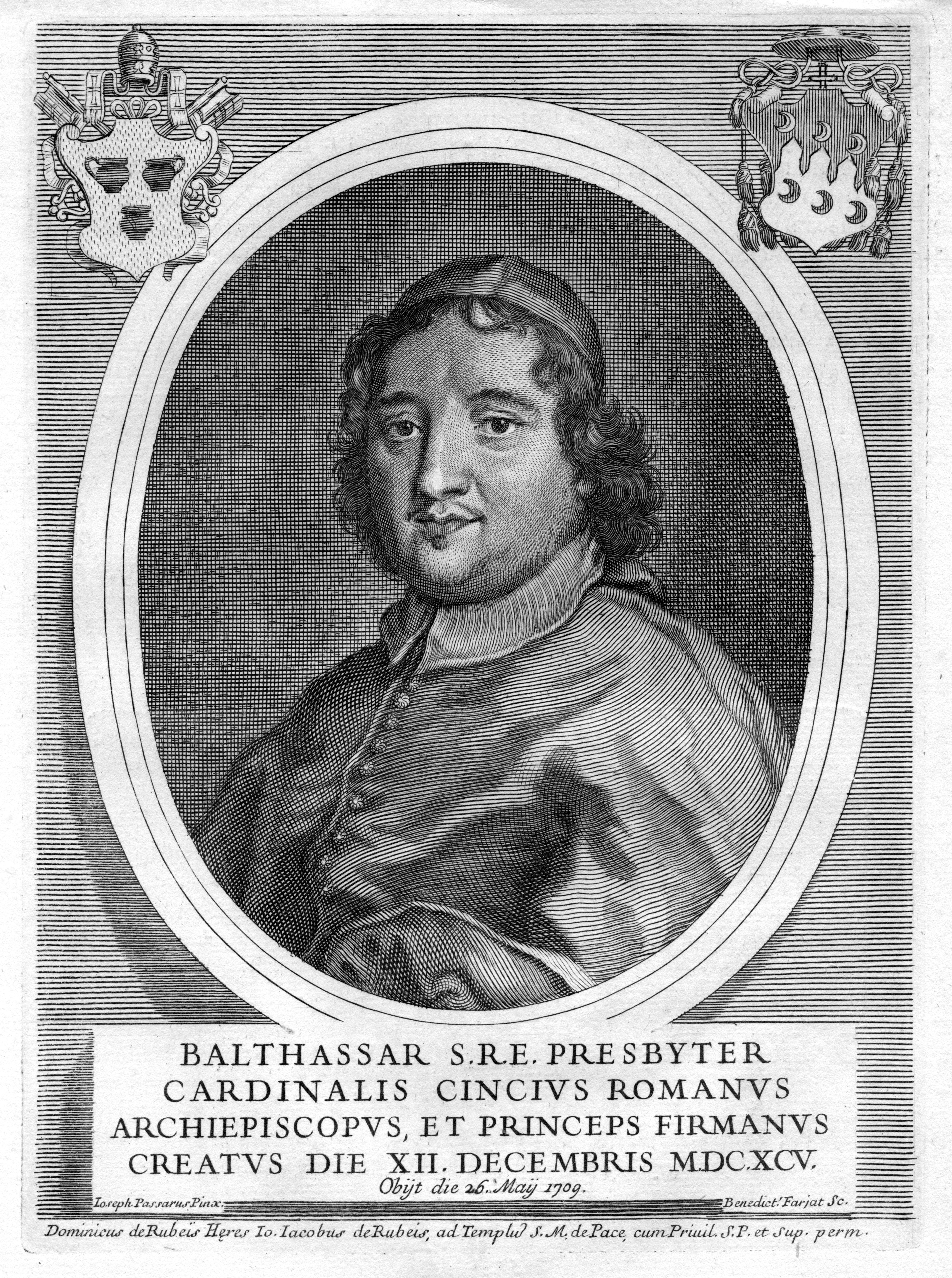
Kardinal Baldassare Cenci (Porträtstich)

Kardinalswappen (modernes Schema)

Baldassare Cenci (der Ältere) (* 4. Januar 1647 in Rom; † 26. Mai 1709 in Fermo) war ein italienischer Geistlicher, Erzbischof von Fermo und Kardinal der Römischen Kirche.

## Leben
Baldassare Cenci war das jüngste der fünf Kinder von Virginio Cenci und Vittoria Veraspi. Sein Neffe Baldassare Cenci (1710–1763) wurde 1761 ebenfalls Kardinal. Weitere Kardinäle aus derselben Familie waren Tiberio Cenci und Serafino Cenci.
Er studierte an der Universität La Sapienza in Rom und wurde dort zum Doctor iuris utriusque promoviert. Danach war er zunächst Referendar an den Gerichtshöfen der Apostolischen Signatur und ab dem 26. September 1685 Vizelegat in Avignon. Die Priesterweihe empfing er am 26. August 1691.
Am 27. August 1691 wurde Baldassare Cenci zum Titularerzbischof von Larissa in Thessalia ernannt. Die Bischofsweihe spendete ihm am 30. September 1691 in der Basilika Santa Maria Maggiore Kardinal Fabrizio Spada; Mitkonsekratoren waren die Kurienerzbischöfe Ercole Visconti und Michelangelo Mattei. Am 28. August 1691 wurde er Präfekt der Cubicularii Seiner Heiligkeit und am 3. Dezember desselben Jahres Päpstlicher Thronassistent.
Papst Innozenz XII. kreierte ihn im Konsistorium vom 12. Dezember 1695 zum Kardinal in petto, dies wurde erst im Konsistorium vom 11. November 1697 öffentlich bekanntgemacht. Den Kardinalshut und die Titelkirche San Pietro in Montorio erhielt Baldassare Cenci am 2. Dezember 1697. Bereits am 20. November 1697 war er auf den Metropolitansitz von Fermo transferiert worden. Baldassare Cenci nahm am Konklave 1700 teil, bei dem Clemens XI. zum Papst gewählt wurde.
Kardinal Cenci starb 1709 im erzbischöflichen Palast von Fermo. Beigesetzt wurde er im seiner Bischofskirche, dem Dom von Fermo.